# Перебудівська сільська рада
Перебуді́вська сільська́ ра́да — адміністративно-територіальна одиниця та орган місцевого самоврядування в Ніжинському районі Чернігівської області. Адміністративний центр — село Перебудова .

## Загальні відомості
Перебудівська сільська рада утворена у 1918 році.
- Територія ради: 35,63 км²
- Населення ради: 634 особи (станом на 2001 рік)

## Населені пункти
Сільській раді підпорядковані населені пункти:
- с. Перебудова
- с. Валентіїв
- с. Почечине

## Склад ради
Рада складається з 12 депутатів та голови.
- Голова ради: Зінченко Олег ВІталійович
- Секретар ради: Коханенко Віра Петрівна

### Керівний склад попередніх скликань
| Прізвище, ім'я, по батькові | Основні відомості                                                 | Дата обрання | Дата звільнення |
| --------------------------- | ----------------------------------------------------------------- | ------------ | --------------- |
| Зінченко Олег ВІталійович   | Сільський голова, 1969 року народження, освіта вища безпартійний  |              |                 |
| Зінченко Олег ВІталійович   | Сільський голова, 1969 року народження, освіта вища, безпартійний |              |                 |

Примітка: таблиця складена за даними сайту Верховної Ради України

### Депутати
За результатами місцевих виборів 2010 року депутатами ради стали:

#### За суб'єктами висування
| Суб'єкт висування | Кількість обраних депутатів | %   |
| ----------------- | --------------------------- | --- |
| Самовисування     | 12                          | 100 |

#### За округами
| № округу | Прізвище, ім'я, по батькові      | Дата визнання обраним | Освіта  | Партійна приналежність                        | Відомості про обраного депутата                          |
| -------- | -------------------------------- | --------------------- | ------- | --------------------------------------------- | -------------------------------------------------------- |
| 1        | Шуст Олексій Петрович            | 05.11.2010            | середня | позапартійний                                 | Агроліс, лісник                                          |
| 2        | Дегтяренко Олена Петрівна        | 05.11.2010            | вища    | позапартійна                                  | Перебудівська сільська рада, бухгалтер                   |
| 3        | Стільник Юрій Михайлович         | 05.11.2010            | середня | позапартійний                                 | Ічнянський агротрейдер, комірник                         |
| 4        | Левченко Валентина Олександрівна | 05.11.2010            | середня | позапартійна                                  | Перебудівський фельдшерсько-акушерський пункт, завідувач |
| 5        | Лобуренко Василь Іванович        | 05.11.2010            | середня | позапартійний                                 | Ніжин Хліб, водій                                        |
| 6        | Хомиченко Галина Іванівна        | 05.11.2010            | середня | позапартійна                                  | Перебудівське відділення зв'язку, завідувачка            |
| 7        | Богомоленко Наталія Василівна    | 05.11.2010            | середня | позапартійна                                  | тимчасово не працює                                      |
| 8        | Коханенко Віра Петрівна          | 05.11.2010            | середня | позапартійна                                  | Перебудівська сільська рада, секретар                    |
| 9        | Бутейко Галина Василівна         | 05.11.2010            | середня | позапартійна                                  | Перебудівське відділення зв'язку, листоноша              |
| 10       | Хоменко Володимир Васильович     | 05.11.2010            | середня | позапартійний                                 | Перебудівська загальноосвітня школа І-ІІ ст., опалювач   |
| 11       | Шелюга Володимир Іванович        | 05.11.2010            | середня | член Всеукраїнського об'єднання «Батьківщина» | приватний підприємець                                    |
| 12       | Швайда Олексій Вікторович        | 05.11.2010            | середня | позапартійний                                 | тимчасово не працює                                      |